# Tŝilhqox Biny
Der Tŝilhqox Biny (der Name kommt aus der Tsilhqot'in (Chilcotin)-Sprache), bis 2019 als Chilko Lake bekannt, ist ein 169 km² großer See im zentral-westlichen British Columbia in den Chilcotin Ranges, einer Teilkette der Coast Mountains.

## Lage
Der See ist ca. 65 km lang und besitzt einen 10 km langen südwestlichen Arm. Der auf 1172 m Höhe gelegene Chilko Lake ist der größte natürliche hochgelegene See in British Columbia. Seine maximale Tiefe beträgt 366 m, die mittlere Tiefe liegt bei 137 m. Das Einzugsgebiet des Sees beträgt 2130 km². Der Chilko River entwässert den See nach Norden. Der mittlere Abfluss beträgt 42,9 m³/s.

## Geographie
Der See korrespondiert zu den vielen Fjorden an der Küste von British Columbia, er ist nur auf der anderen Seite der Coast Mountains gelegen. Das Tal des Sees öffnet sich nicht Richtung Meer, sondern zu einer breiten Lavahochfläche (Chilcotin-Plateau) hin, die landeinwärts liegt. Die Berge am oberen Seeende gehören zu den höchsten in der Provinz. Zwei breite glaziale Täler verlaufen zu den beiden kleineren Taseko Lakes im Osten, die ebenfalls in den Chilko River Richtung Norden entwässern. Beide fließen über den Chilcotin River zum Fraser River ab. Der Tatlayoko Lake im Westen auf der anderen Seite einer Bergkette ist nicht Teil des Einzugsgebiets des Fraser River. Er entwässert in den Homathko River der in das Bute Inlet mündet.
Das Gebiet zwischen dem nördlichen Chilko Lake und den Taseko Lake-Becken sowie die zwei Täler zwischen den Seen sind als Ts’ilʔos Provincial Park geschützt. Dieses Gebiet wird von der BC Parks und von Xeni Gwet'in, einer Gruppe der First Nation im Nemaia Valley sowie Mitglied der Chilcotin verwaltet. Ts’ilʔos der Name der Tsilhqot'in für den Mount Tatlow (3.063 m), der sich in der Gebirgskette zwischen Chilko Lake und den Taseko Lakes befindet. Noch höher sind die Berge im Norden des Chilko Lake, gekrönt vom Monmouth Mountain mit 3.182 m und im Südwesten des Seens zwischen zwei Ausläufern der Mount Good Hope (3.242 m) in der Gebirgskette vom Mount Queen Bess (3.298 m) sowie südlich des Tatlayoko Lake und noch höher der Mount Waddington.

## Seefauna
Im Chilko Lake kommen folgende Fischarten vor:
Stierforelle, Königslachs, Dolly-Varden-Forelle, verschiedene Cyprinidae (Minnow), Prosopium williamsoni (Mountain Whitefish), Regenbogenforelle, Rotlachs, Steelhead-Forelle, Saugkarpfen der Gattung Catostomus sowie Prosopium spp. und Coregonus spp. und Stenodus spp. (Whitefish).

## Geschichte
Im Gebiet um den Chilko Lake fanden im Chilcotin War, der 1864 stattfand, einige Manöver und Aussitzungen statt. Die Tsilhqot'in, die hier leben, sagen, dass sie Nachkommen der Klatsassin, den Hauptführern im Krieg, sind. Die Gegend um den See ist außerdem der Lebensraum für einige letzte Überbleibsel der einst zahlreichen Wildpferde des Chilcotin Districts, vor allem in der Hochfläche Brittany Triangle zwischen dem Chilko River und dem Taseko River. Sie war 2005 ein Streitthema zwischen Naturschützern und der Industrie, obwohl es nicht so einen hohen Stellenwert wie in anderen Regionen der Provinz genoss.
Pläne für Wasserkraftwerke, die die Taseko Lakes in den Chilko Lake leiten sowie die Chilko River und Taseko River in den Tatlayoko Lake über eine Reihe von Dämmen entlang des Homathko River leiten, wurde wegen des Provincial-Park-Status, den der Chilko Lake sowie die Taseko Lakes genießen, aufgegeben. Das Gebiet zwischen dem Tatlayoko Lake sowie dem  Chilko Lake ist nicht geschützt und Pläne für Dämme und Kraftwerke im Canyon des Homathko Rivers sind noch möglich. Der größte Damm würde direkt über der Stelle der ersten "Schlacht" des Chilcotin Wars gebaut werden. Diese Stelle ist auf Verwaltungskarten als Murderer's Bar eingezeichnet.